# Arakkonam
Arakkonam är en ort i Indien.   Den ligger i distriktet Vellore och delstaten Tamil Nadu, i den södra delen av landet, 1 700 km söder om huvudstaden New Delhi. Arakkonam ligger 90 meter över havet och antalet invånare är 79 080.
Terrängen runt Arakkonam är platt, och sluttar österut. Runt Arakkonam är det tätbefolkat, med 427 invånare per kvadratkilometer. Arakkonam är det största samhället i trakten. Trakten runt Arakkonam består till största delen av jordbruksmark.